# ドラゴンスピリット
『ドラゴンスピリット』(DRAGON SPIRIT) は、1987年6月20日に稼動を開始した、ナムコ（現:バンダイナムコエンターテインメント）のアーケード用縦スクロールシューティングゲーム。略称はドラスピ。
オリジナルであるアーケード版はマザーボードシステム87用のソフトとして制作、稼働当初は「ロマンシング・シューティングゲーム」と銘打たれていた。後にプレイヤー操作キャラ「ブルードラゴン」の移動速度が上げられるなどの変更を施されたニューバージョンが追加された。
続編として1989年にファミリーコンピュータ用ソフトとして発売された『ドラゴンスピリット 新たなる伝説』、1990年に主にシステム的な部分を継承しアップグレードしたアーケードゲーム作品『ドラゴンセイバー』がある。

## 概要
同社の代表的な縦スクロールシューティングゲーム『ゼビウス』（アーケード版は1983年稼働開始）から5年ぶりに発表された縦スクロールシューティングゲームである。ゲーム内容はブルードラゴンへと変身した主人公のアムルを操作し、魔王ザウエルを倒して攫われたミッドガルド王国の王女アリーシャを救出する事を目的としている。
当時のシューティングゲームとしては、ファンタジー的な世界観と、それまでは敵扱いだったドラゴンを自機として採用したことやライフ+自機ストック制などが斬新であった。『ゼビウス』同様、空の敵（対空）と地上の敵（対地）は別々のボタンで攻撃するシステムになっており、クリアには相応の習熟が求められる。
開発はナムコ自社内の研究開発セクションで行なわれた。音楽は後に同社のアーケードゲーム『オーダイン』（1988年）や『アサルト』（1988年）を手掛ける事となる細江慎治が担当（作曲の最初期はアルバイトとして勤務していたが後に社員となった。詳しくは副節#音楽や細江の項目先を担当）。
アーケード版はゲーム誌『ゲーメスト』の企画「ゲーメスト大賞」にて大賞5位、ベストエンディング賞2位を獲得、PCエンジン版はゲーム誌『ファミコン通信』の「クロスレビュー」にてゴールド殿堂入りを獲得している。
1988年にホビーパソコン・X68000に移植されたのを端緒とし、同年には家庭用ゲーム機・PCエンジン版としてもリリース。その後も時代ごとの最新ゲーム機や携帯電話（フィーチャーフォン）版に、アーケード版や家庭用ゲーム機移植版が移植されている（詳細は副節#移植版を参照）。

## ゲーム内容

### システム
1回ダメージを受けただけではミスとならず、2回ないし3回（ディップスイッチで変更可能）ダメージを受けるとミスとなり、一定地点まで戻される（ライフは回復する）。残機ストックが無くなるとゲームオーバー。ストックは得点で2回エクステンドがあり、さらにアイテムによるエクステンドがある。
全9エリアで構成されており、各エリアの最後でスクロールがストップしボスが現れる。エリア9の最後に登場するザウエルを倒すと、1978年に発表された『ジービー』から始まるナムコゲームの歴史が見られるエンディングが始まる。
ニューバージョンでの主な変更点は、ドラゴンの移動速度向上（各方向に25％アップ）、ドラゴンの当たり判定の緩和（敵弾のみ)、ゲーム開始時のステージセレクト追加、コンティニュー時のパワーアップ、エリア1序盤の削除である。

### アイテム
アイテムによるパワーアップシステムがあり、卵によるパワーアップとそれ以外のパワーアップがある。
卵以外のアイテムは白く点滅する敵を倒した時に出現する。パワーアップは、ファイアーブレスのようにダメージを受けるまで有効なものと、アースクエイクのように一時的に効果があるものがある。
ダメージを受けると首の数・ショットの攻撃力は1段階下がり、卵以外のパワーアップは一部を除き失われる。
以下にアイテムのリストを示す。
卵
地上の卵を破壊すると、色付きの玉が出現する。青玉・赤玉の2種類あり、卵の色と同じものが出現する。また白く点滅する敵を倒しても出てくる場合がある。
青玉は、取るたびにブルードラゴンの首の数が1本増え、一度に放つショット数が増える（最大3本、それぞれデュアルヘッド、トリプルヘッドと呼称）。デュアルヘッド以降は空中と地上の同時攻撃も可能になる。首の数に比例して攻撃力も増すが、首が3本になるとブルードラゴン自体の当たり判定が非常に大きくなってしまうため、2本に留めるプレイヤーも少なくない。
赤玉は、1つ取るごとにゲージが増え、ゲージ3つにつき対空ショットのグラフィックが変化し性能が強化される（最大2段階）。ゲージのストックはミスをしても失われることはない。1段階目は攻撃力が初期状態の2倍となり、2段階目は攻撃力4倍になるだけでなく敵を貫通するほか、左右方向の位置がブルードラゴンに合わせて移動するワインダー性能も持つようになる。パワーアップ2段階目の状態は攻撃力が高い反面ブレス座標の同期が合わず、ブレス根元の部分に当たり判定がない。ブルードラゴンの至近距離、つまり口先に攻撃の当たり判定が無いので、使い辛くプログラム上の欠陥となっている。それにより青玉同様に、1段強化にとどめるプレイヤーも少なくない。
ファイアーブレス
赤玉の2段階アップ状態の攻撃力をさらに2倍にした、直線状に放つ対空攻撃（威力16倍、グラフィックは赤玉2段階とほぼ同じ）。赤玉の2段階アップと同様の欠点を持つが、こちらの方が攻撃時間が長く攻撃力も高いのでやや使いやすい。グビラ以外の対空属性のボスには極めて有効で、最終エリアのボスであるザウエルを含めて数秒で倒すことができる。
ブルードラゴンの色がグリーンになる。
ワイドファイアー
対空ショットが3方向に広がる。最も外側の首だけが斜め方向のショットを撃つので、ショットの数は首の数が1・2・3の時にそれぞれ3・4・5となる。ワイドファイアーの状態では赤玉を取っても効果が無く、ファイアーブレス・ホーミングファイアーとは排他的選択となる。
エリア1では出現しない。
ブルードラゴンの色がシルバーになる。
スモールドラゴン
その名の通りブルードラゴンが小さくなる。当たり判定が小さくなることでダメージを受けにくい反面、首が一本だけになるため火力に劣る。青玉以外のパワーアップと併用でき、青玉を取ると通常のサイズに戻ってしまう。ワイドファイアーと併用すると対空の火力不足をかなり補うことができ、最強形態の一つと言える。
エリア2以降で出現する。
ホーミングファイアー
一定時間、空中ショット発射後に一定距離で複数の弾に分裂し、自動追尾するショットを撃つことができる。追尾性能はあまり良くない。ファイアーブレス・ワイドファイアーとは排他的選択となるので、効果が切れたときにそれらはキャンセルされ、通常のショットに戻ってしまう。
ブルードラゴンの色がゴールドになる。
アースクエイク
一定時間画面上にいる地上の敵を殲滅する。ブルードラゴンがダメージを受けても効果は持続する。
エリア1では出現しない。
パワーウィング
一定時間無敵になる。空中の敵には体当たりすることで大ダメージを与えられる。敵の弾は跳ね返す。壁にぶつかった場合はダメージを受ける。
エリア1では出現しない。
ダイア
100ptsのボーナス（PCエンジンでは1000pts）。
ゴールド
10000ptsのボーナス。
エクステンド
3個取るとブルードラゴンのストックが一つ増える。エクステンドのストックはブルードラゴンのストック表示に並んで卵・雛のイラストで表示され、ユニークなことにゲームオーバーになっても（コンティニューでなくとも）次のゲームに引き継がれる（これは『ギャプラス』と同仕様）。
エリア9の終盤で数多く出現するため、わざと最終ボスであるザウエル戦・直前のヒュドラー戦にて、ミスをしてやり直すことで得点稼ぎが可能。
パワーダウン
ダメージを受けた場合と同じパワーダウンを受ける（首数及び火力レベルマイナス1、特殊形態のキャンセル）。ダメージを受けるわけではない。
エリア4以降で出現し、エリア9では大量に出現する。
マジックアイ
エリア8のみに登場する地上の黄色い卵を破壊すると出てくる特殊な卵。このエリアでは視界が非常に狭いが、取ることで視界が一定時間広がる。取り逃しがなければ、次の卵が出る頃に効果が切れる。

### その他
ゲームクリア直後のノンプレイアブルデモで、アリーシャがアムルに駆け寄るシーンで聞こえる「アムルゥ〜!」の声は、当時ナムコ社員だった人物（名前は未公表）に頼んでサンプリングしてもらったという逸話が残っている。ちなみにこのシーンでは、アリーシャが、まだ変身を解いていないブルードラゴンに対して「アムルゥ〜!」と叫んでいる。ファンからは「声を出すのが早いのでは 」というツッコミもあったようだが、電波新聞社「ドラゴンスピリットの本」のコミックでは、以下のような会話があり、違和感のないような解釈が成されている。

アムル「なぜブルードラゴンが私だとわかったのですか?」

アリーシャ「あなたが来てくれると信じていましたから……」

製作スタッフによる漫画小冊子が、ナムコ直営のゲームセンターで配布されたことがある。

## 設定

### ストーリー
太古の昔、太陽神アーリアと聖龍ブルードラゴンが悪の限りをつくしていた闇の魔王ザウエルを氷河地帯の奥深くに封じ込め、世界は平和を取り戻した。しかし、人々がその恩恵を忘れたため、太陽神アーリアの力が弱まり、ザウエルは復活した。復活の生贄としてミッドガルド王国の王女アリーシャを選んだ。アリーシャの生誕祭の日に魔物たちを使って、姫を連れ去ってしまった。ミッドガルド王国の国境守備隊長アムルはアーリアの導きによって得た聖剣を翳し、その力によってブルードラゴンとなってザウエルを倒しアリーシャを救い出すために飛び立つ。

### ステージ構成
AREA 1：古生代 - THE PALEOZOIC ERA
海洋とカルストからなるエリア。
- ボス：プレシオザウルス

AREA 2：火山 - VOLCANO
溶岩の流れる火山地帯。
ボス前に「スモール」を取っていると、ボス出現時に無条件でダメージを受けるバグが存在する。
- ボス：ラウンドフィーニックス

AREA 3：密林 - JUNGLE
鬱蒼と樹木が茂る密林。途中の破壊不可能な蔦は上手く誘導しなければならない。
- ボス：グリテリアス

AREA 4：砂漠 - GRAVE YARD
前半は砂漠、後半は白骨が散らばる渓谷地帯。
- ボス：デスガーデアン

AREA 5：洞窟 - CAVE ROAD
移動可能な場所を極端に制限する動く岩壁のある洞窟。
壁に接触するとダメージを受ける。
- ボス：ペーレントスパイダー

AREA 6：氷河 - GLACEIR LAND
流氷の浮かぶ海から氷の壁が行く手を遮る氷河へと続く。最後は再び海上へ。途中で壁を壊しながら進むシーンがある。
壁に接触するとダメージを受ける。ファミコン版では高速スクロールが追加されている。
- ボス：グビラ

AREA 7：深海 - DEEP SEA
エリア6までは空を飛んでいたがここでは海中を進む。海中で様々な魚型の魔物と戦うが、途中で出てくるシェルフィッシュは、倒した後も当たり判定があり、こちらの炎を遮断してしまう厄介な敵。後半には3WAY弾を連射してくるモーレイという敵の猛攻が待つ。
- ボス：シーデビル

AREA 8：暗黒 - DARK QUARTERS
視界がブルードラゴン前方の一部のみに制限される暗黒の洞穴。敵弾も見えなくなるが、敵自体は暗闇でも視認できる。ボス戦では視界制限はなくなる。
ファミコン版はアーケード版のような進行では無く（マジックアイも無い）、ステージ全体が暗くなったり、明るくなったりの繰り返しというステージ構成となる。
- ボス：ターンアウェインガード

AREA 9：魔宮 - DARK CASTLE
壁やトラップが多い複雑な迷宮。ただし壁に接触してもダメージを受けない。壁とスクロールに挟まれるとミスになるが、レバーを下に入れているとそのまま抜ける事が可能。巨大な槍のブービー・トラップは壁寄り根元部分にいればダメージを受けない。ファミコン版ではステージ6と同様に高速スクロールする場面がある他、ブービートラップはアーケード版と異なり、刃先に触れると壁根元でもダメージを受ける。
ファミコン版ではゲームOPでここからはじまり、いきなりザウエル戦となる（アーケード版ほど強くはない）が、そこでザウエルを倒すか、やられる（ステージ途中でも）かで、ブルードラゴン編、ゴールドドラゴン編のどちらかに進める。また、最終ボスのガルダは、第1形態を倒すと、第2形態が現れるが、ブルードラゴン編でしか出てこない。
- ボス：ヒュドラー、ザウエル、ガルダ（ファミコン版）

いずれのボスも倒すのに時間をかけていると画面外から永久パターン防止キャラクター「デルターヴェルン」が次々と飛来する。

## 移植版
この節では発売当時の社名で記載（一部の長い社名のみ、略記する場合あり）。
| No. | タイトル | 発売日                                    | 対応機種                                                 | 開発元           | 発売元            | メディア                                        | 型式                             | 備考                                                                             | 出典                        |
| --- | --- | ----------------------------------------- | -------------------------------------------------------- | ---------------- | ----------------- | ----------------------------------------------- | -------------------------------- | -------------------------------------------------------------------------------- | --------------------------- |
| 1   | ドラゴンスピリット | 1988年9月23日                             | X68000                                                   | 電波新聞社       | マイコンソフト    | 5"-2HDフロッピーディスク2枚                     | -                                |                                                                                  |                             |
| 2   | ドラゴンスピリット | 1988年12月16日 1989年                     | PCエンジン                                               | ナムコ           | ナムコ            | 2メガビットHuCARD                               | NC63003 TGX020016                |                                                                                  |                             |
| 3   | Dragon Spirit | 1989年                                    | Amiga Amstrad CPC コモドール64 ZX Spectrum               | Consult Software | Domark Software   | フロッピーディスク                              | -                                |                                                                                  |                             |
| 4   | Dragon Spirit | 1990年                                    | Atari ST                                                 | Consult Software | Domark Software   | フロッピーディスク                              | -                                |                                                                                  |                             |
| 5   | Dragon Spirit | 1991年                                    | PC/AT互換機                                              | Consult Software | Domark Software   | フロッピーディスク                              | -                                |                                                                                  |                             |
| 6   | ナムコミュージアム Vol.5 | 1997年2月28日 1997年11月 1998年2月        | PlayStation                                              | ナムコ           | ナムコ            | CD-ROM                                          | SLPS-00705 SLUS-00417 SCES-00702 | アーケード版の移植 OLDバージョン、NEWバージョンを収録                            |                             |
| 7   | ナムコミュージアム Vol.5 PlayStation the Best                                                                                      | 1999年10月28日                            | PlayStation                                              | ナムコ           | ナムコ            | CD-ROM                                          | SLPS-91162                       | 廉価版                                                                           |                             |
| 8   | ドラゴンスピリット | 2003年5月23日                             | mova505iシリーズ （iアプリ）                             | ナムコ           | ナムコ            | ダウンロード （アプリキャロットナムコ）         | -                                | 505iシリーズ発売と同時に配信開始された                                           | [ 5 ] [ 6 ] [ 7 ]           |
| 9   | Namco Museum 50th Anniversary Arcade Collection ナムコミュージアム アーケードHITS! Namco Museum 50th Anniversary Arcade Collection | 2005年8月30日 2006年1月26日 2006年3月31日 | PlayStation 2                                            | ナムコ           | ナムコ            | DVD-ROM                                         | SLPS-25590 SLUS-21164 SLES-53957 | アーケード版の移植 NEWバージョンを収録                                           |                             |
| 10  | ナムコミュージアム VOL.2 | 2006年2月23日                             | PlayStation Portable                                     | ナムコ           | ナムコ            | UMD                                             | -                                | アーケード版の移植 NEWバージョンを収録                                           |                             |
| 11  | ドラゴンスピリット | 2007年7月2日 2007年7月6日 2007年11月13日  | Wii                                                      | バンナム         | バンナム          | ダウンロード （バーチャルコンソール）           | PBAE PBAP PBAJ                   | PCエンジン版の移植。 日本では2019年1月31日配信・発売終了。                       | [ 8 ] [ 9 ]                 |
| 12  | ナムコミュージアム バーチャルアーケード                                                                                            | 2008年11月4日 2009年5月15日 2009年11月5日 | Xbox 360                                                 | バンナム         | バンナム          | DVD-ROM                                         | 2RD-00001 21022                  | アーケード版の移植 NEWバージョンを収録                                           |                             |
| 13  | ドラゴンスピリット | 2009年9月8日                              | Wii                                                      | バンナム         | バンナム          | ダウンロード （バーチャルコンソールアーケード） | -                                | アーケード版の移植。 OLDバージョンを収録。 日本では2019年1月31日配信・発売終了。 | [ 10 ] [ 11 ]               |
| 14  | ナムコミュージアム VOL.2 | 2011年1月12日                             | PlayStation Portable (PlayStation Network)               | バンナム         | バンナム          | ダウンロード （ゲームアーカイブス）             | -                                | アーケード版の移植                                                               |                             |
| 15  | ナムコミュージアム VOL.5 | 2013年12月18日                            | PlayStation 3 PlayStation Portable (PlayStation Network) | バンナム         | バンナム          | ダウンロード （ゲームアーカイブス）             | NPJJ-00692                       | リメイク版                                                                       |                             |
| 16  | ドラゴンスピリット | 2020年3月19日                             | PCエンジン mini                                          | エムツー         | KDE ※本体の発売元 | プリインストール                                | -                                | 本体にあらかじめ収録される58作品の1タイトル。                                    |                             |
| 17  | ドラゴンスピリット | 2022年3月3日                              | PlayStation 4 Nintendo Switch                            | ナムコ           | ハムスター        | ダウンロード (アーケードアーカイブス)           | -                                | アーケード版の移植 OLDバージョン、NEWバージョンを収録                            | [ 12 ] [ 13 ] [ 14 ] [ 15 ] |

X68000版
横画面仕様で移植され、一部のオブジェクトなどが省略されていたりするものの、当時の家庭用の移植版としてはアーケード版の仕様をほぼ網羅しており最も再現度が高かった。またオプションでは縦画面に近いアスペクト比での表示ならびに実際にディスプレイの向きを変更して遊ぶ縦画面モードや、旧バージョンとニューバージョンを任意に選択できるなど細かい仕様も移植されている。FM音源部分のサウンドドライバはオリジナルの物がそのまま再生できる仕様になっており、波形メモリ音源（通称ナムコPSG）部分はADPCMによって再現している。BGMはほぼモノラル仕様のオリジナルに対し、ドラムスなどのパートを積極的にパンポットを振る等ステレオ効果を出すよう変更されたほか、サウンドトラックで追加された部分が反映されている。原作との相違点として、ハイスコア更新時の効果音の削除、効果音がモノラルである、9面での幾つかのアーチなど、ゲームの進行に関係ないオブジェクトの削除などがある。オリジナルでは未使用だった「Omake」はアリーシャ姫のイラストを背景したロード中の画面で使われた。オリジナルの短いフレーズをループする曲が追加されており、午前0時から1時の間に起動した場合のロード画面、ならびに、エンディングの移植スタッフのクレジット表示の際に利用されている。当初2HDディスク3枚組の予定であったが、データの圧縮などにより最終的には2枚に収まりディスクの入れ替え等はしなくても遊べるようになっている。それらの仕様変更の結果、当初収録される予定だったデモプレイについては収録されない形となった。初期ロットではゴールドのスコアが加算されないというバグがあった。
また付録として、ドラゴンスピリットのロゴを配したサテン調のバナー（縦50センチ、横30センチ）が同梱されていた。
PCエンジン版
当時のROM容量の制約から「AREA 7:深海」「AREA 8:暗黒」の2エリアがカットされている。その他OPシーンカットなど細かい仕様や演出など変更部分もあるが、ゲーム性はおおむね良好に移植されていた。
家庭用ということで4:3画面をフルに使う仕様となっているが、いわゆる「隠しコマンド」を使った裏技を発動させると、両サイド画面が若干縮まり、アーケード版の3:4画面比率に似せた状態でプレイ出来る。
エンドロールではスタッフ名が流れた後、オマケとしてアーケード版になぞらえる形で、ナムコの家庭用ゲーム機用ソフト）のタイトル名がスクロールされる。
PlayStation版
『ナムコミュージアムVol.5』にオールドバージョンとニューバージョンが収録。画面モードは横画面の他にも縦画面モードを選択できる。各エリア開始前にローディングが入る都合上エリア間のつながりがシームレスではなく、クリア後に画面の切り替えが行われるなどの微妙な違いがある。
PlayStation 2版
『ナムコミュージアム アーケードHITS!』にニューバージョンを収録。
PlayStation Portable版
『ナムコミュージアム Vol.2』にニューバージョンを収録。本体を縦にして遊べる縦画面モードやショットのオート連射機能などがある。
PlayStation 3版
- 2009年1月29日 バンダイナムコゲームス

『ナムコミュージアム.comm』に収録。PlayStation Storeでのダウンロード販売のみ（1200円 CERO：A 全年齢対象）。現在の主流であるハイビジョンモニターでの表示に対応するために、プレイ画面のサイズや配置のレイアウトを自由に設定できる。ゲームの進行状況に合わせて壁紙や、PlayStation Home向けのリワードアイテム（アバター用の服や、自宅に配置できるゲーム筐体など）が獲得できるようになっている。2009年6月26日のバージョンアップ (Ver1.01) により、PlayStation 3のトロフィー機能にも対応。
Wii（バーチャルコンソール）版
PCエンジン版を2007年11月13日より配信（要600Wiiポイント）。アーケード版のオールドバージョンをバーチャルコンソールアーケードで2009年9月8日より配信。一覧表に記載したとおり、両方ともに2019年1月31日をもって配信・発売を終了（既に購入して個人の記録媒体などに収めたコンテンツについては、当面はプレイ可能）。
PCエンジン mini版
コナミデジタルエンタテインメントが2020年に一部ECサイト限定で販売した復刻系ゲーム機。PCエンジン系ゲームが58作品あらかじめ収録されており、このうちの1作として、本作のPCエンジン版が移植されている。
当初の収録タイトル発表時には含められていなかったが、「追加発表」という形で、旧ナムコのPCエンジンソフトが5作品収録される事になり、本作もその中に含まれることとなった。
PCエンジン版の隠しモード「縦画面モード」を発動させるためのコマンドは、アーケード版よりも大幅に簡略化されている。（メニュー画面で本作を選びセレクトボタンを押しながら起動）
アーケードアーカイブス版
オールドバージョンとニューバージョンが収録されているほか、「こだわり設定」ではゲームスピードの調整とエリア4のボスの原作挙動の再現の有無を設定可能。
その他
各キャリアの携帯アプリにも移植され配信されている。ゲームはまったく異なるものだがLCD版も発売されていた。またMSX2版も発売が予定されていたが、諸般の事情で開発中止となった。

## 音楽
本作で使用されたBGMは当時のプレイヤーからの評価が高く、ゲーム中の効果音の音量が小さいためBGMは聞き取りやすくなっている。開発時にソフトウェアテストスタッフとしてアルバイト勤務していた細江慎治（後の株式会社スーパースィープ代表取締役）は、この作品でのサウンド製作の成果が認められナムコに正社員登用された。
ゲームプレイ中にハイスコアを更新している間は、そのプレイ中に敵を撃ったりアイテムを取るなどしてスコアを加算すると、それらの効果音のほかに別の効果音（サービスモード → サウンドテストのPSG NUMBER 06）が新たに加わる。
ビクター音楽産業（現在のJVCケンウッド・ビクターエンタテインメント）より発売されたナムコ・ビデオ・ゲーム・グラフィティVol.2(VDR-5222)にBGMが収録された際、手違いによりチャンネルの左右が逆になって収録された。
アーケード版のサービスモードのサウンドテストおよび、PSP版『ナムコミュージアム VOL.2』では未使用曲も含めて全てのBGMを聞くことができる。
続編である『ドラゴンセイバー』においては、前作で製作され使用、または未使用の曲のいくつかがアレンジされて用いられた。さらに隠しコマンドによってプレイ中のBGMを前作の『ドラゴンスピリット』のものに変更することも可能だった。またこれら『ドラゴンセイバー』で用いられた『ドラゴンスピリット』のBGMは、ビクター音楽産業（現在のJVCケンウッド・ビクターエンタテインメント）より発売された2枚組CD『ナムコ・ゲームサウンド・エクスプレスVol.4 ドラゴンセイバー』（VICL-40014〜15）に収録されている。ただし、収録されているのは『ドラゴンスピリット』のRound01〜Round06までのBGMと、エンディング曲、ネームエントリー曲、海上（未使用曲）のみ。また、収録曲順もゲームのラウンド順とは異なっている。
エリア3のBGMは、PSP『リッジレーサーズ』のBGM「Synthetic Life」のサビ部分に使われている。

### サウンドトラック
ナムコ・ビデオ・ゲーム・グラフィティ Vol.2（ビクター音楽産業、VDR-5222）
オリジナル曲を収録。
ナムコ・ビデオ・ゲーム・グラフィティ Vol.4（ビクター音楽産業、VDR-5282）
アレンジを収録。
ドラゴンスピリット 〜エモーショナル・サウンド・オブ・ナムコット〜（アポロン音楽工業・コンピュージック、BY30-5208）
PCエンジン版のオリジナル曲を収録。
細江慎治WORKS VOL.1 〜ドラゴンスピリット〜（スィープレコード、SRIN-1096）
オリジナル曲を収録。

#### 太鼓の達人オリジナルサウンドトラック「サントラ2008」
アレンジを収録。

## スタッフ
アーケード版
- キャラクター・デザイン：MACCHAN
- モンスター・デザイン：TATSUYA（石川達也）
- グラフィック・デザイン：ARAKAWA DA!
- 作曲：MEGATEN HOSOE（細江慎治）
- ゲーム・プログラム：KYOTA（田中京太）
- テクニカル・サポート：FRESH YAMA TAKE& HARD WARE ENGINEER STAFF、DEVIL NAKAMURA、SEXY AKINA
- ゲーム・デザイン：OJISAN TRIO PLUS 1
- ディレクター：YOKO BOSS
- スペシャル・ゲスト：TAKKY TAKAHASHI
- マネージメント：UNCLE ASHINAGA
- スペシャル・サンクス：THE LATE MR.SHOUICHI "CHIEF" FUKATANI（深谷正一）

PCエンジン版
- キャラクター・デザイン：MACCHAN、ARAKAWA DA!
- 音楽：細江慎治、ASTRON ISHII（石井悦夫）、KAWAGEN（川元義徳）、THUNDER NOGUCHI（野口和雄）
- メイン・プログラマー：OTENBA KID
- ゲスト・プログラマー：HAL/UDA（宇田川晴久）
- サウンド・プログラマー：TOSHI KABASAN
- プロデューサー：GREATIST ASAYAN
- スペシャル・サンクス：KYONTA、KAZUCHAN、YOHKUN

## ドラゴンスピリット 新たなる伝説
『ドラゴンスピリット 新たなる伝説（英題: Dragon Spirit: The New Legend）』は1989年4月14日に発売されたファミリーコンピュータ用ゲームソフト。「ナムコット ファミリーコンピュータゲームシリーズ」第55弾。開発はナウプロダクション。ストーリー的には続編にあたる。
アーケード同様全9ステージだが、BGMや敵キャラクターなどでカットされた部分は多く、グラフィックは他機種版と比較すれば大きく劣るものの、先に発売されたPCエンジン版でカットされたステージや、OPと動き、巫女（ステージ6までの順にシーラ、ライラ、シルキー、トーラ、ユニコ、エリス）との会話シーン、ステージ間でのライフ回復、エクステンド等のオリジナルの追加要素が多数ある。さらに初心者向けのイージーモードもあり、ライフゲージの最大値が多く、フルオート連射、ステージ数も少なくするなどアレンジを加えている。また、ブルードラゴンモードでエンディングを迎えると、レイスの妹イリスがドラゴンの頭に乗った姿が描かれたクレジットロールになるが、この時にセレクトボタンを20回連打するとイリスのスカートが捲れ上がり、ドラゴンがにやけた表情になるという隠し技が存在する。
2020年6月18日に発売された『ナムコットコレクション』（海外版は『NAMCO MUSEUM ARCHIVES Vol.1』）に移植収録されている（細かい仕様については同項目を参照）。

### ストーリー
ブルードラゴンによってザウエルは倒され、ミッドガルド王国に平和が戻り、アムルとアリーシャは結ばれた。二人の間に双子の兄妹が生まれ、兄をレイス、妹をイリスと名付けられたが、ザウエルとの戦いで受けた傷が元で、アムルは病に伏した。やがてザウエルを凌ぐ邪神ガルダが目覚めて地上支配に乗り出し、ブルードラゴンに倒された魔物たちも復活し、その復活の生け贄にイリスをさらった。レイスは父と同じく太陽神アーリアの聖剣を手にし、新生ブルードラゴンとなって、ガルダとの戦いに向かった。

### 追加アイテム
- 赤玉・エクステンドは1個で有効になり、最大火力時のみフルオート連射になる。
- ホーミングファイヤー・マジックアイが廃止。ダイア・ゴールドはボーナスに統合。
- スピードアップ

ブルードラゴンのスピードが上がる。ミスするまで持続する。
- スモールオプション

スモールドラゴンの効果に加え、左右に無敵のドラゴン型オプションが追加される。攻撃力は3本首相当。ダメージ・パワーダウンでスモールドラゴンになる。実質最強装備で、最終ボスもこの装備でならある方法で秒殺するほど。
- パワーボム

対地ショットが着弾するたびに地上の敵が殲滅する。一定時間持続する。
- ファイアードラゴン

ファイアードラゴンに変身し、対空ショットがワイドファイヤー（攻撃力はファイアーブレス）になり、さらに無敵になる。一定時間持続するが、効果が切れると1本首のブルードラゴンに戻る。

### 移植版
| No. | タイトル                    | 発売日            | 対応機種                                                          | 開発元                | 発売元   | メディア                  | 備考               |
| --- | --------------------------- | ----------------- | ----------------------------------------------------------------- | --------------------- | -------- | ------------------------- | ------------------ |
| 1   | ナムコットコレクション      | 2020年6月18日     | Nintendo Switch                                                   | B.B.スタジオ エムツー | バンナム | ダウンロード ゲームカード | ファミコン版の移植 |
| 2   | NAMCO MUSEUM ARCHIVES Vol.1 | INT 2020年6月18日 | Nintendo Switch（日本国外） PlayStation 4 Xbox One Windows(Steam) | B.B.スタジオ エムツー | バンナム | ダウンロード              | NES版を収録        |

## 評価
アーケード版
- ゲーム誌『ゲーメスト』の企画「第1回ゲーメスト大賞」（1987年度）で、読者投票により大賞5位を獲得している。その他に、テーブルゲームベストインカムで4位、ベストエンディング賞で2位、プレイヤー人気で5位を受賞している。

- ゲーメストムック『ザ・ベストゲーム』（1991年）において、それまでの全アーケードゲーム作品を対象とした読者投票では第6位を獲得、同誌ではそれまでの多くのゲームにおいて敵として登場していたドラゴンを主人公に抜擢した事に関して、「これはゲームの世界ではまさに逆転の発想」と称賛した。

- ゲーメストムック『ザ・ベストゲーム2』（1998年）では『名作・秀作・天才的タイトル』と認定された「ザ・ベストゲーム」に選定され、同書ではファンタジックな世界観が多くのプレイヤーに強い印象を与えた事を指摘し、さらに本作の特徴として地形効果をもったステージの存在を指摘した。またエンディングのグラフィックや音楽が感動的であると称賛した上で、スタッフロールの後に流れるナムコクロニクルも含めて、「これこそがこのおゲームを名作足らしめた最大の理由ではないだろうか」と絶賛した。

PCエンジン版
- ゲーム誌『ファミコン通信』の「クロスレビュー」では8・8・9・7の合計32点（満40点）でゴールド殿堂を獲得、レビュアーからは他機種版と比較した上で、「グラフィック的にはアーケード版やX68000版に比べるとちょっと地味」、「たしかにキャラクターは小さいし、BGMも地味」等と処理速度が遅くなる事やキャラクターサイズの大きさ、音楽などに対して一部不満の声が挙がったが、他機種版と比較しない場合での見解は、「オリジナルのことさえ考えなければ、傑作だと思う」、「気分をリフレッシュさせてくれる、よくできたシューティングゲーム」、「サウンドやキャラクターの動きは、とてもよくできている」とおおむね肯定的な意見が挙げられた。また、移植に際して縦画面から横画面に変更される事に関して「横画面にしたときのことをしっかり考えた動きや、テンポのよさがそれを補っている」という評価も挙げられた。

- その他のゲーム誌では、『マル勝PCエンジン』では7・7・7・8の合計29点、『PC Engine FAN』の読者投票による「ゲーム通信簿」での評価は以下の通りとなっており、23.71点（満30点）となっている。また、この得点はPCエンジン全ソフトの中で58位（485本中、1993年時点）となっている。同雑誌1993年10月号特別付録の「PCエンジンオールカタログ'93」では、アーケード版と比較してエリア数の減少やオープニングの削除などが不評であった事を指摘した上で、「移植は良好。シューティングを苦手にしている人でも、楽しめる難易度だ」と肯定的に評価されている。

| 項目 | キャラクタ | 音楽 | 操作性 | 熱中度 | お買得度 | オリジナリティ | 総合  |
| 得点 | 4.11       | 4.13 | 3.85   | 4.13   | 3.86     | 3.63           | 23.71 |
ファミリーコンピュータ版
ゲーム誌『ファミコン通信』の「クロスレビュー」では7・6・8・5の合計26点（満40点）、ゲーム誌「ファミリーコンピュータMagazine」の読者投票による「ゲーム通信簿」での評価は以下の通りとなっており、20.69点（満30点）となっている。
| 項目 | キャラクタ | 音楽 | 操作性 | 熱中度 | お買得度 | オリジナリティ | 総合  |
| 得点 | 3.60       | 3.54 | 3.55   | 3.45   | 3.31     | 3.24           | 20.69 |

## 関連書籍
ドラゴンスピリットの本（電波新聞社、1989年4月30日発売）
マイコンBASICマガジン別冊。イラスト、マンガ、フィギュア写真、小説、楽譜などを掲載。
小説ドラゴン・スピリット 蒼き竜と赤輪の勇者（不破悠介、双葉社、1990年発売）
ゲームをベースにしつつ、ゲームとは異なる設定と、アレンジを加えたノベルズ版。同じ系統のノベルズ作品として、『ドラゴンバスター』がある。